# اولسدورف
اولسدورف (به آلمانی: Olsdorf) یک شهر در آلمان است که در بیتبورگ-پروم واقع شده‌است.